# Habroloma nixilla
Habroloma nixilla (лат.) — вид златок рода Habroloma из подсемейства Agrilinae.

## Описание
Мелкие жуки-златки (около 3 мм). От близких видов отличается следующими признаками: тело обратнояйцевидное, менее зауженное в задней части, края почти параллельны в базальной половине; простернальный отросток самый узкий у основания, с округлым задним краем.
Растение-хозяин для H. nixilla insulicola. Дербенниковые (Lythraceae): Лагерстрёмия полуребристая (Lagerstroemia subcostata).
Листовая мина (H. nixilla insulicola). Коричневая полноразмерная линейно-пятнистая мина на зрелом листе. Яйцо откладывается по краю основания листа, и мина расширяется по краю листа. Мякоть нитевидная, закручивается в шахту.